# Američka Samoa
Američka Samoa je dio Američke Oceanije kao dijela Američkih vanjskih područja koji se nalazi u južnom Tihom oceanu. Glavna gradska središta su: Tafuna, Nu'uuli, Pago Pago i Leone. U Američkoj Samoi je smješten i Nacionalni park Američka Samoa.

## Povijest
Prvo naseljavanje otoka datira, vjerojatno, još u vrijeme oko 1000. pr. Kr.
Europljani su prvi put stigli na otok tijekom 18. stoljeća. Nakon niza međunarodnih prijepora tijekom 19. stoljeća, 1899. je otočje Samoa međunarodnim ugovorom podijeljen između Njemačke i SADa.
1929. je Američka Samoa postala ovisno područje SAD-a. Ne smije se zamijeniti s nezavisnom otočnom državom Samoom (u starijim izvorima Zapadna Samoa).

## Jezici
Na Američkoj Samoi postoje svega 2 jezika, službeni engleski 1250 (1970. popis) i samoanski 56.700 (1999.).

## Promet
Značajnije morske luke za međunarodni promet su Pago Pago i Ta'u.

## Okruzi
Sastoji se od 4 okruga: Eastern, Manu'a, Swains Island i Western.

## Vanjske poveznice
|  | Zajednički poslužitelj ima još gradiva o temi Američka Samoa |
|  | Zajednički poslužitelj sadrži atlas Američke Samoe           |